# Sophia Jex-Blake
Sophia Louisa Jex-Blake (Hastings, 21 januari 1840 - Rotherfield, 7 januari 1912) was een Brits arts, docent en feministe. Ze was een van de Edinburgh Seven, een groep van vrouwelijke studenten die in maart 1869 geneeskunde ging studeren aan de Universiteit van Edinburgh.

## Biografie

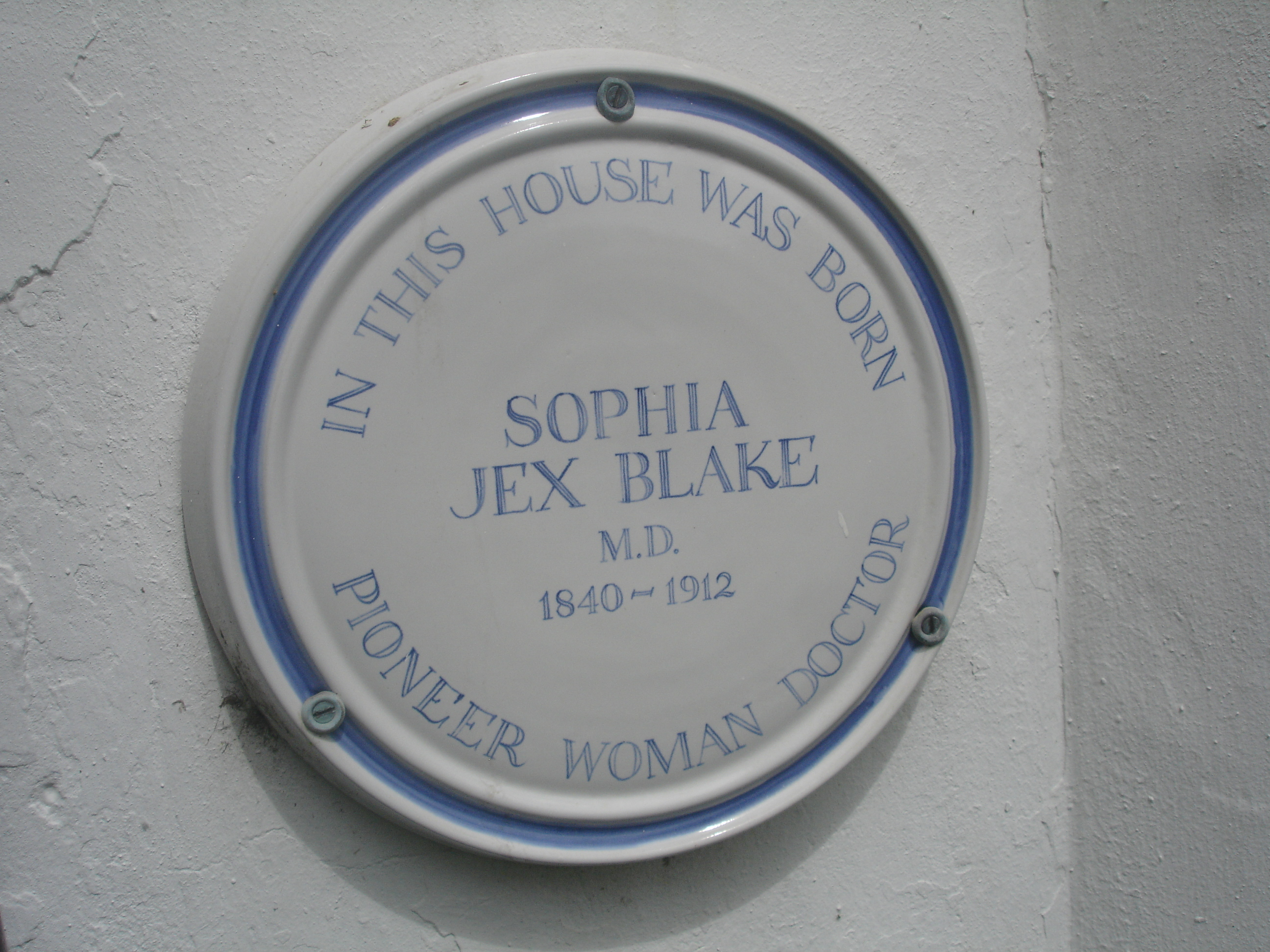
Plaat aan het geboortehuis van Sophia Jex-Blake

Sophia Jex-Blake werd op 21 januari 1840 geboren in Hastings, Engeland, als dochter van de gepensioneerde advocaat Thomas Jex-Blake en Mary Jex-Blake (née Cubitt). Haar broer was Thomas Jex-Blake, toekomstige decaan van de Kathedraal van Wells. Tot haar achtste kreeg ze thuisonderwijs. Ze bezocht verschillende privéscholen in Zuid-Engeland en schreef zich in 1858, ondanks de bezwaren van haar ouders, in aan het Queen's College in Londen. In 1859, terwijl ze nog studeerde, kreeg ze een baan aangeboden als wiskundeleraar aan aan het Queen's College waar ze tot 1861 bleef. Ze werkte zonder loon want haar familie verwachtte niet dat hun dochter de kost zou verdienen, en haar vader gaf haar zelfs geen toestemming om een salaris te aanvaarden.
In de zomer van 1865, toen de Amerikaanse Burgeroorlog voorbij was, reisde Sophia Jex-Blake naar de Verenigde Staten om meer te leren over het onderwijs voor vrouwen. Ze bezocht verschillende scholen, werd sterk beïnvloed door de ontwikkelingen op het gebied van gemengd onderwijs in de VS en publiceerde in 1867 A Visit to Some American Schools and Colleges. In het New England Hospital for Women and Children in Boston ontmoette ze een van de eerste vrouwelijke artsen van het land, dr. Lucy Ellen Sewall, die een belangrijke en levenslange vriendin werd, en ze werkte daar een tijdje als assistent. Dit was een keerpunt voor Jex-Blake, aangezien ze tijdens dit bezoek besefte dat dokter worden haar levensroeping was.
In 1867 schreef ze samen met Susan Dimock, een stagiaire van het New England Hospital, rechtstreeks naar de directeur en het bestuur van de Harvard-universiteit, met het verzoek om toelating tot de medische school van de universiteit. Dimock en zij ontvingen hun antwoord een maand later in een brief waarin stond: "Er is op geen enkele afdeling van deze universiteit voorzien in de opleiding van vrouwen". Het jaar daarop hoopte ze naar een nieuwe medische universiteit te gaan die werd opgericht door Elizabeth Blackwell in New York, maar in hetzelfde jaar stierf haar vader, dus keerde ze terug naar Engeland om bij haar moeder te zijn.

### Edinburgh Seven-campagne
Sophia Jex-Blake was vastbesloten een medische opleiding te volgen in Groot-Brittannië en vanwege de toch al verlichte houding van Schotland ten opzichte van onderwijs, was ze van mening dat als een universiteit vrouwen zou toestaan te studeren, het een Schotse zou zijn. Ze solliciteerde in maart 1869 om geneeskunde te gaan studeren aan de Universiteit van Edinburgh. Hoewel de medische faculteit en de senatus academus ervoor stemden om haar geneeskunde te laten studeren, wees de universiteitsrechtbank haar aanvraag af op grond van het feit dat de universiteit niet de nodige regelingen kon treffen "in het belang van één dame".
Vervolgens adverteerde ze in The Scotsman en andere nationale kranten dat meer vrouwen zich bij haar zouden aansluiten. Een tweede aanvraag werd ingediend in de zomer van 1869 namens de groep van aanvankelijk vijf vrouwen (later in het jaar kwamen er nog twee bij om de Edinburgh Seven te vormen). De groep bestond uit Mary Anderson, Emily Bovell, Matilda Chaplin, Helen Evans, Sophia Jex-Blake, Edith Pechey en Isabel Thorne). De groep vroeg om een toelatingsexamen en het recht om alle lessen en examens bij te wonen die nodig waren voor een graad in de geneeskunde. Deze tweede aanvraag werd goedgekeurd door de universiteitsrechtbank en de Universiteit van Edinburgh werd de eerste Britse universiteit die vrouwen toeliet.
De vrouwelijke studenten kregen meer en meer met vijandigheid te maken. Ze ontvingen obscene brieven, werden naar huis gevolgd, er werd vuurwerk aan de voordeur bevestigd en er werd met modder en afval naar hen gegooid. Invloedrijke leden van de medische faculteit overtuigden de universiteit er uiteindelijk van om de vrouwen hun afstuderen te weigeren door in beroep te gaan bij hogere rechtbanken. De rechtbank oordeelde uiteindelijk dat de vrouwen die een diploma hadden behaald nooit aan de cursus hadden mogen deelnemen. Hun diploma's werden ingetrokken en de campagne in Edinburgh mislukte in 1873. Veel van de vrouwen gingen naar Europese universiteiten die vrouwen al toestonden af te studeren en voltooiden daar hun studie.

### Medische studies
In 1874 richtte Sophia Jex-Blake samen met onder anderen Elizabeth Garrett Anderson en Elizabeth Blackwell de London School of Medicine for Women op die later de Royal Free Hospital School of Medicine for Women werd, maar ze bleef ook campagne voeren en studeren. De Medical Act 1876 volgde al snel, een wet waardoor de medische autoriteiten ook toestemming kregen om alle gekwalificeerde aanvragers, ongeacht hun geslacht, een vergunning te verlenen. De eerste organisatie die van deze nieuwe wetgeving profiteerde was het Royal College of Physicians of Ireland, maar voordat Jex-Blake zich bij hen aanmeldde, slaagde ze voor de medische examens aan de Universiteit van Bern, waar ze in januari 1877 een doctoraat in de medicijnen behaalde. Vier maanden later had ze opnieuw succes in Dublin en kwalificeerde ze zich als licentiaat van het King and Queen's College of Physicians of Ireland, wat betekende dat ze eindelijk kon worden geregistreerd bij de General Medical Council als derde geregistreerde vrouwelijke arts in het land.

### Medische carrière
Jex-Blake keerde terug naar Edinburgh en in juni 1878 hing ze haar koperen bord op waardoor Edinburgh zijn eerste vrouwelijke arts had. Drie maanden later opende ze een polikliniek aan Grove Street 73, Fountainbridge, waar arme vrouwen tegen een vergoeding van een paar pence medische hulp konden krijgen. De apotheek die in 1885 werd uitgebreid, werd verplaatst naar een groter pand aan Grove Street 6, waar een kleine afdeling met vijf bedden werd toegevoegd. De kleine polikliniek werd zo het Edinburgh Hospital and Dispensary for Women. Dit was het eerste vrouwenziekenhuis in Schotland dat volledig door vrouwen werd bemand.
In 1886 richtte ze de Edinburgh School of Medicine for Women op, grotendeels mogelijk gemaakt door een klein handjevol professionele mannelijke artsen verbonden aan de Universiteit van Edinburgh die extramurale lessen gaven die toegankelijk waren voor mannen en vrouwen (wat de universiteit niet kon voorkomen). Tot de eerste studenten behoorden Elsie Inglis, Grace Ross Cadell en haar zus Georgina, maar Jex-Blake's vaardigheid als lerares was niet zo sterk als haar rol als arts. Er ontstond een bittere breuk, waarbij haar studenten na een dispuut over een disciplinaire kwestie in 1889 een beruchte rechtszaak inspanden, waarin Jex-Blake met succes werd aangeklaagd voor schadevergoeding. Daarna vervolgden de Cadell-zusters hun studie bij de meer geniale, maar veel jongere, Elsie Inglis, die een rivaliserende school had opgericht, het Edinburgh College of Medicine for Women. De school van Jex-Blake werd gesloten in 1892, toen de Universiteit van Edinburgh vrouwelijke studenten begon aan te nemen. Het College van Elsie Inglis bleef bestaan tot 1916, toen het fuseerde met de School of Medicine van de Royal Colleges of Edinburgh.
Jex-Blake woonde en leidde haar praktijk gedurende zestien jaar in het huis dat gekend is als Bruntsfield Lodge op Whitehouse Loan. Toen ze in 1889 met pensioen ging, verhuisde het Edinburgh Hospital and Dispensary for Women and Children naar deze plek en werd bekend als het Bruntsfield Hospital, waar het tot 1989 op deze plek bleef functioneren.

### Persoonlijk leven
Er wordt aangenomen dat Jex-Blake een romantische relatie heeft gehad met dr. Margaret Todd. Toen Jex-Blake in 1899 met pensioen ging, verhuisden ze naar Windydene, Mark Cross, Rotherfield, waar Todd in 1902 The Way of Escape en in 1906  Growth schreef. Haar huis werd een ontmoetingsplaats voor oud-studenten en collega's en ze verwelkomde er schrijvers en kennissen van over de hele wereld. Jex-Blake stierf in Windydene op 7 januari 1912, twee weken voor haar 72e verjaardag, en wordt begraven in St Denys Rotherfield. Todd schreef vervolgens The Life of Dr. Sophia Jex-Blake.

## Erkenning

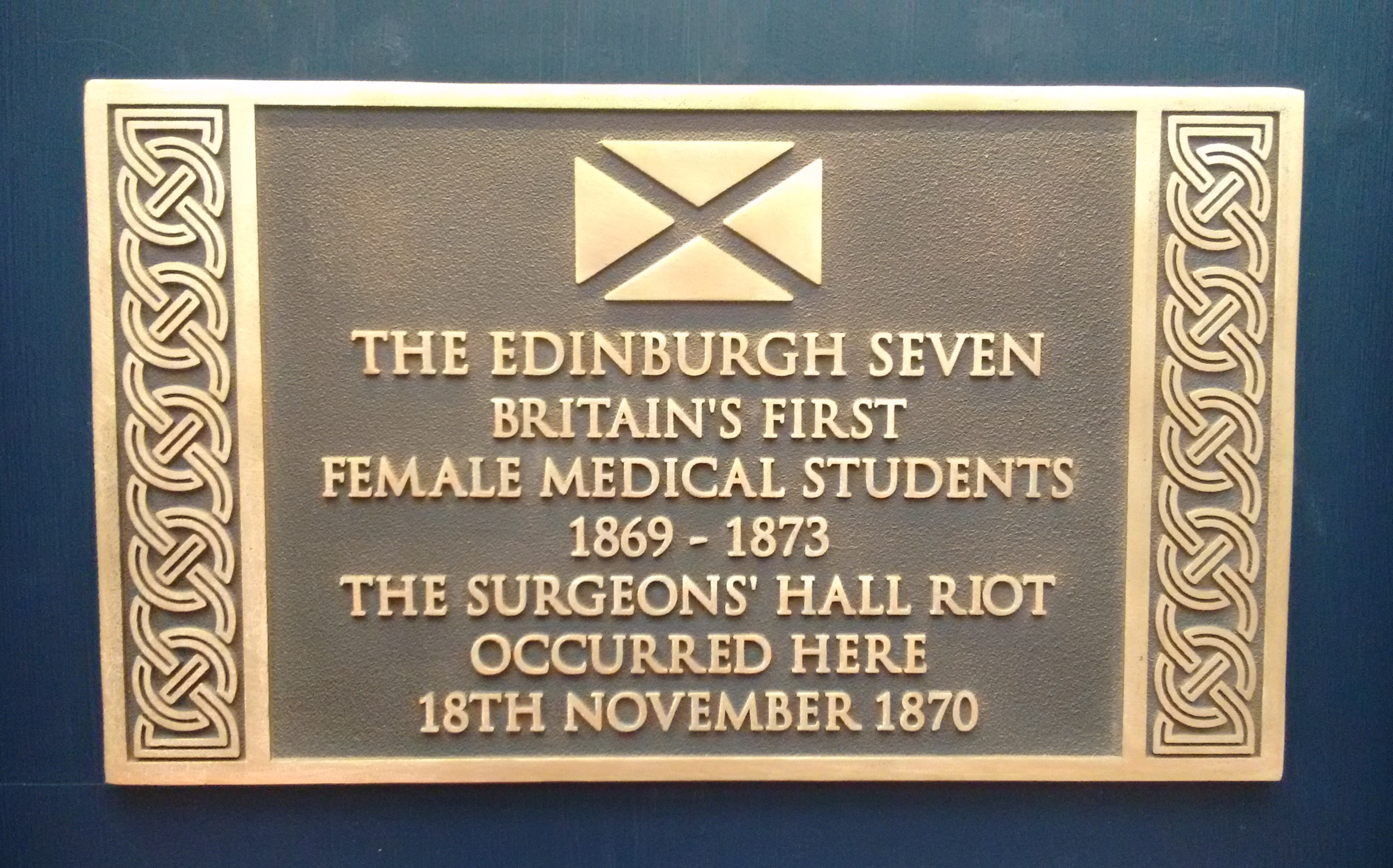
Edinburgh Seven-plaquette

De Universiteit van Edinburgh herdacht Jex-Blake met een plaquette bij de ingang van de medische school, ter ere van haar als "Arts, pionier op het gebied van medisch onderwijs voor vrouwen in Groot-Brittannië, alumna van de universiteit".
In 2015 werd een plaquette van Historic Scotland onthuld ter herdenking van de Surgeons' Hall Riot van 18 november 1870.
De Edinburgh Seven ontvingen op 6 juli 2019, 150 jaar nadat zij zouden hebben moeten afstuderen, postuum een eredoctoraat van de Universiteit van Edinburgh. De diploma's werden door een huidige groep vrouwelijke studenten van de Edinburgh Medical School in ontvangst genomen. Geneeskundestudent Simran Piya nam namens Sophia Jex-Blake een eredoctoraat in ontvangst. De diploma-uitreiking was de eerste van een reeks evenementen die door de Universiteit van Edinburgh waren gepland om de prestaties en het belang van de Edinburgh Seven te herdenken.